# Ommoord
Ommoord is een wijk in het noordwesten van het Rotterdamse stadsdeel Prins Alexander. Ommoord wordt omsloten door de autosnelweg A20 in het zuiden, de rivier de Rotte in het noorden, de wijk Zevenkamp in het oosten en het Terbregseveld in het westen. Qua oppervlakte en inwoneraantal is Ommoord een van de grootste wijken van Rotterdam.

## Geschiedenis
Het gebied waar vanaf 1965 een woonwijk verrees, heeft een lange voorgeschiedenis.
De naam Ommoord is waarschijnlijk ontstaan uit Ouwe Moor, = oud moeras. In 1300 is er al sprake van het Ouwemoorse Meertje.
In de eerste helft van de 19e eeuw bestond het gebied ten noordoosten van Rotterdam grotendeels uit veenplassen die door het afgraven van het veen ten behoeve van turf waren ontstaan. In 1843 werden de eerste plannen gemaakt voor droogmaking, maar het duurde tot 1859 voor er bruikbare plannen op tafel kwamen.
Voordat het droogmalen begon (1867), werden eerst de ringdijken en -vaarten verstevigd of opgehoogd. In 1868 kregen de huurders van de onteigende percelen de aanzegging om het veld te ruimen. Bij het opnieuw inrichten van de drooggemaakte polder wilde men alles egaliseren en een nieuw verkavelingsplan maken.
Op 26 oktober 1866 legde prins Alexander, de jongste zoon van koning Willem III en koningin Sophie van Württemberg, de eerste steen voor het stoomgemaal in Kralingse Veer, het Prins Alexander gemaal. In augustus 1869 kwam het in bedrijf en drie jaar later werden de eerste stukken drooggevallen grond
verhuurd. Eind 1872 was de polder redelijk droog, maar er werd gewacht met de verkoop van gronden totdat sloten en tochten voldoende functioneerden. Het grondpeil eindigde in 1873 op ca. 6,30 meter onder zeeniveau. De grond was bestemd voor landbouw en veeteelt. Op 31 mei 1873 gaf de regering de polder de naam Prins Alexanderpolder, naar prins Alexander.
Bijna honderd jaar heeft het gebied dienstgedaan als (vooral) tuinbouwgebied. Door het gebied liep een kronkelige weg, de Ommoordseweg, die Terbregge verbond met Oud Verlaat.
Vanwege de grote behoefte aan woningen in de regio Rotterdam werd in 1959 het structuurplan Rotterdam-Capelle uitgebracht, de eerste ideeën gingen uit van een nieuw te bouwen woonwijk met zo'n 50.000 woningen.
De wijk Ommoord werd ontworpen in de jaren zestig van de twintigste eeuw volgens een stedenbouwkundig concept van Lotte Stam-Beese en kent in het middengebied veel hoogbouw, terwijl de laagbouw aan de randen hieromheen is gesitueerd. Ommoord kenmerkt zich door veel groen en een open ruimtelijke opzet.
Wethouder mr. H. Bavinck sloeg op 29 december 1965 de eerste paal voor de Kellogg ERA-flat de grond in, de start voor een wijk die uiteindelijk 12.500 woningen zou gaan tellen.
Aangezien de deelgemeente Prins Alexander, dus ook Ommoord, slechts met buslijnen (afgezien van het NS station Alexander) met de rest van de stad was verbonden werden er plannen gemaakt om de deelgemeente beter bereikbaar te maken. In eerste instantie dacht men aan het verlengen van verschillende tramlijnen. Later besloot men een metro aan te leggen. Door de hoge kosten besloot men echter vanaf station Capelsebrug de metro als een sneltram aan te leggen.
Dit hield in dat de kruisingen gelijkvloers werden uitgevoerd en de metro (dan sneltram genoemd) met bovenleiding ging rijden.
Op 27 mei 1983 werd dan ook het sneltramtraject Capelsebrug – Binnenhof geopend. Het eindpunt van de lijn kwam in Ommoord bij het Binnenhof te liggen. Het sneltramtraject in Ommoord zou op dezelfde plaats komen te liggen als de Ommoordse busbaan die dwars door Ommoord liep. Een jaar later, op 19 april 1984, werd het traject Graskruid – De Tochten in de wijk Zevenkamp geopend. Hierdoor konden bewoners in ruim twintig minuten naar het centrum van Rotterdam reizen. Thans telt Ommoord vier metrohaltes: Binnenhof, Romeynshof, Graskruid en Hesseplaats.
In 2006 verrees nieuwbouw langs de President Wilsonweg en werd er begonnen met de bouw van de Binnenhoftoren bij het winkelcentrum Binnenhof. De Binnenhoftoren werd in officieel in gebruik genomen in maart 2010. De Hooghe Hes, een twintig verdiepingen tellende woontoren naast winkelcentrum Hesseplaats is in de zomer van 2011 opgeleverd. Op dezelfde Hesseplaats wordt iedere woensdag markt gehouden. In 2006 is begonnen met een opwaardering van de wijk. In samenspraak met de bewoners is de buitenruimte heringericht. De beide winkelcentra zijn gerenoveerd en er zijn twee woontorens bijgebouwd, 'De Hooghe Hes' bij winkelcentrum Hesseplaats en de "Binnenhoftoren' aan de Niels Bohrplaats, bij winkelcentrum Binnenhof. Langs de President Wilsonweg zijn bomen gekapt en woongebouwen van 4 woonlagen gebouwd. Uitvoering van deze plannen, om de bebouwing binnen de wijk te verdichten, heeft een periode van tien jaar in beslag genomen. De woningbouwcorporaties werken aan de uitvoering van het verbeteren van hun woningbezit, terwijl in toenemende mate in zowel de hoog- als laagbouw woningen te koop zullen worden aangeboden. Al deze plannen zijn door gebundeld in een projectgroep met de naam 'Toekomstvisie Ommoord'.
In 2010 werd besloten om het uitloopspoor van de sneltram bij station Binnenhof te verwijderen. Daarna is het gebied heringericht volledig heringericht onder de naam project Aquarel.

### Afbeeldingen

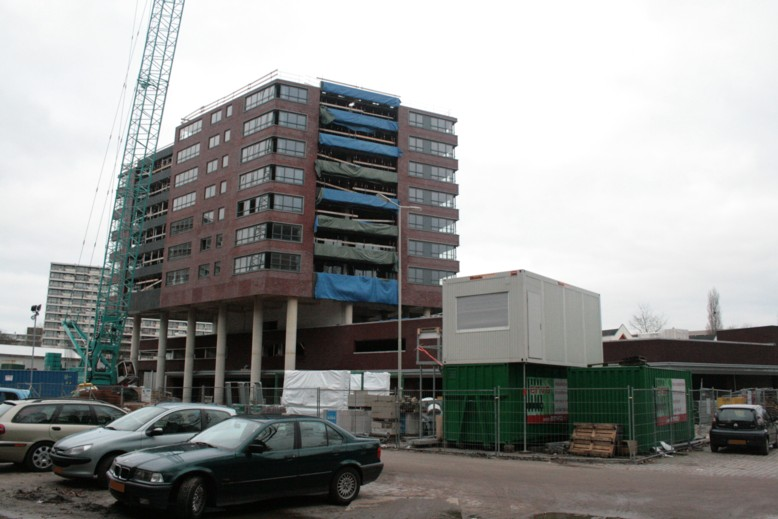
Bouw van de Binnenhoftoren anno 2008.
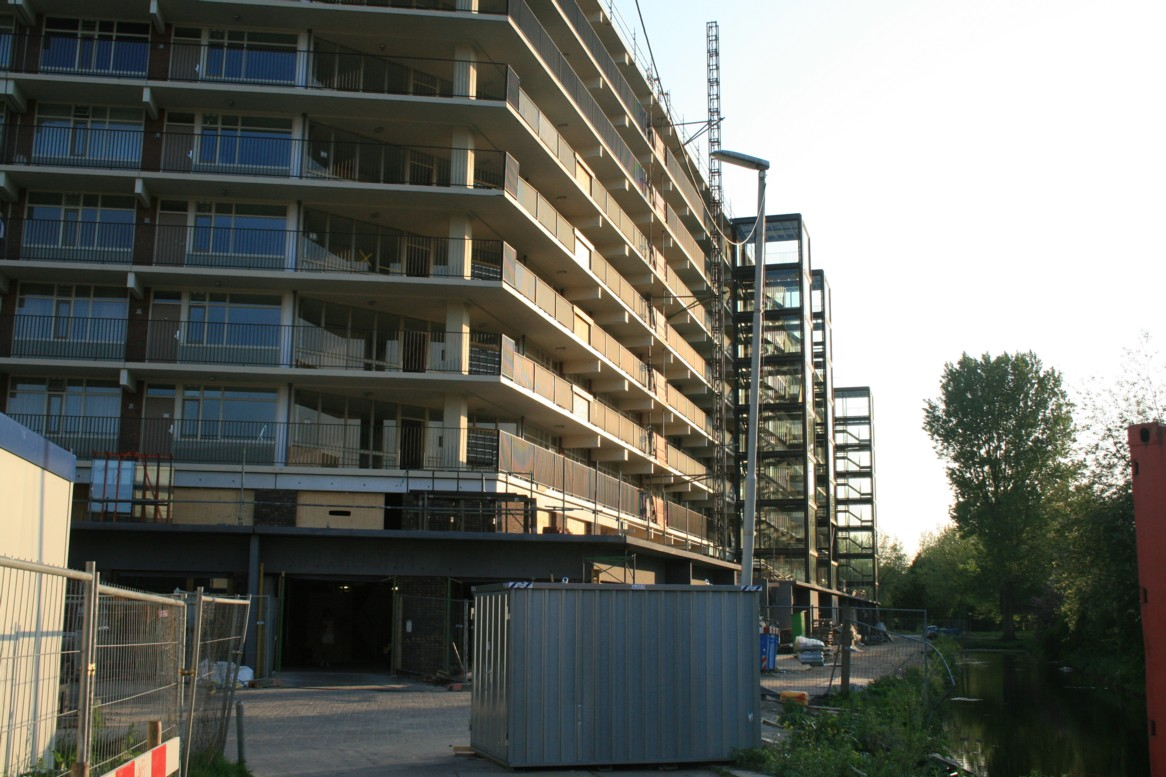
Renovatie van flat aan de Niels Bohrplaats anno 2008, waarbij er benedenwoningen en glazen trappenhuizen aangebracht werden.
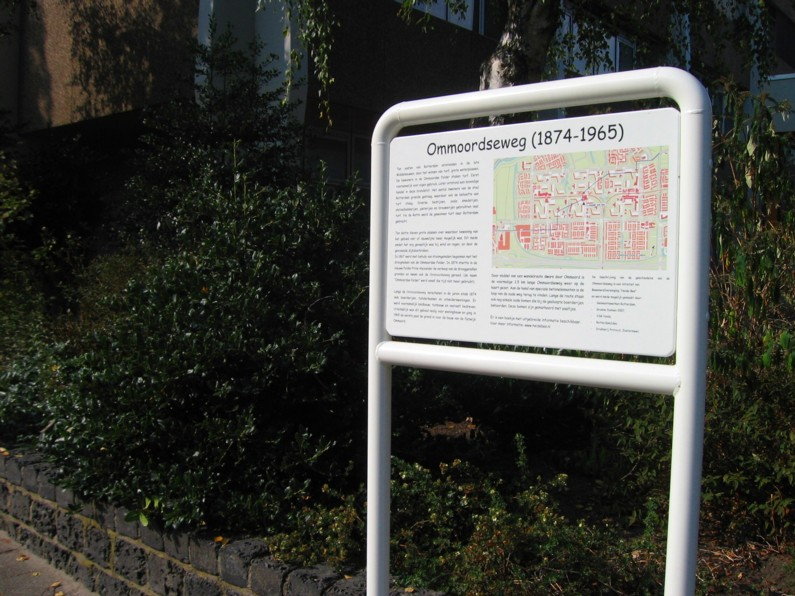
Verwijzing naar de voormalige Ommoordseweg.
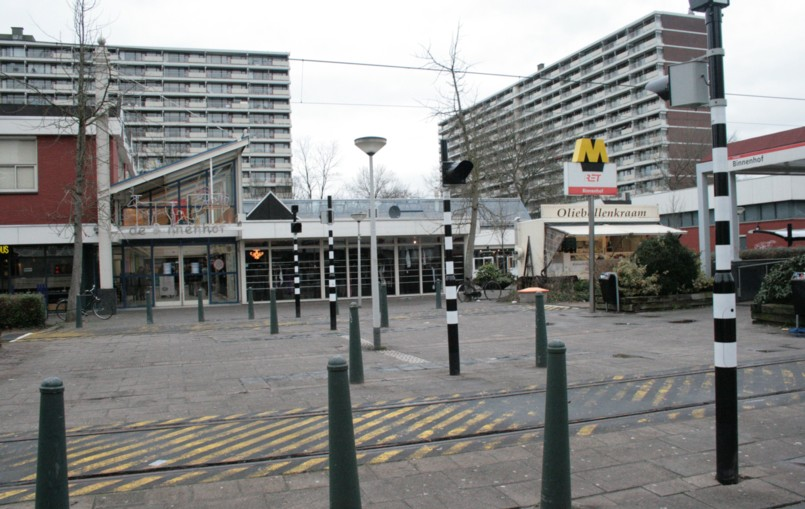
Voormalige spoorwegovergang voor sneltramhalte Binnenhof.
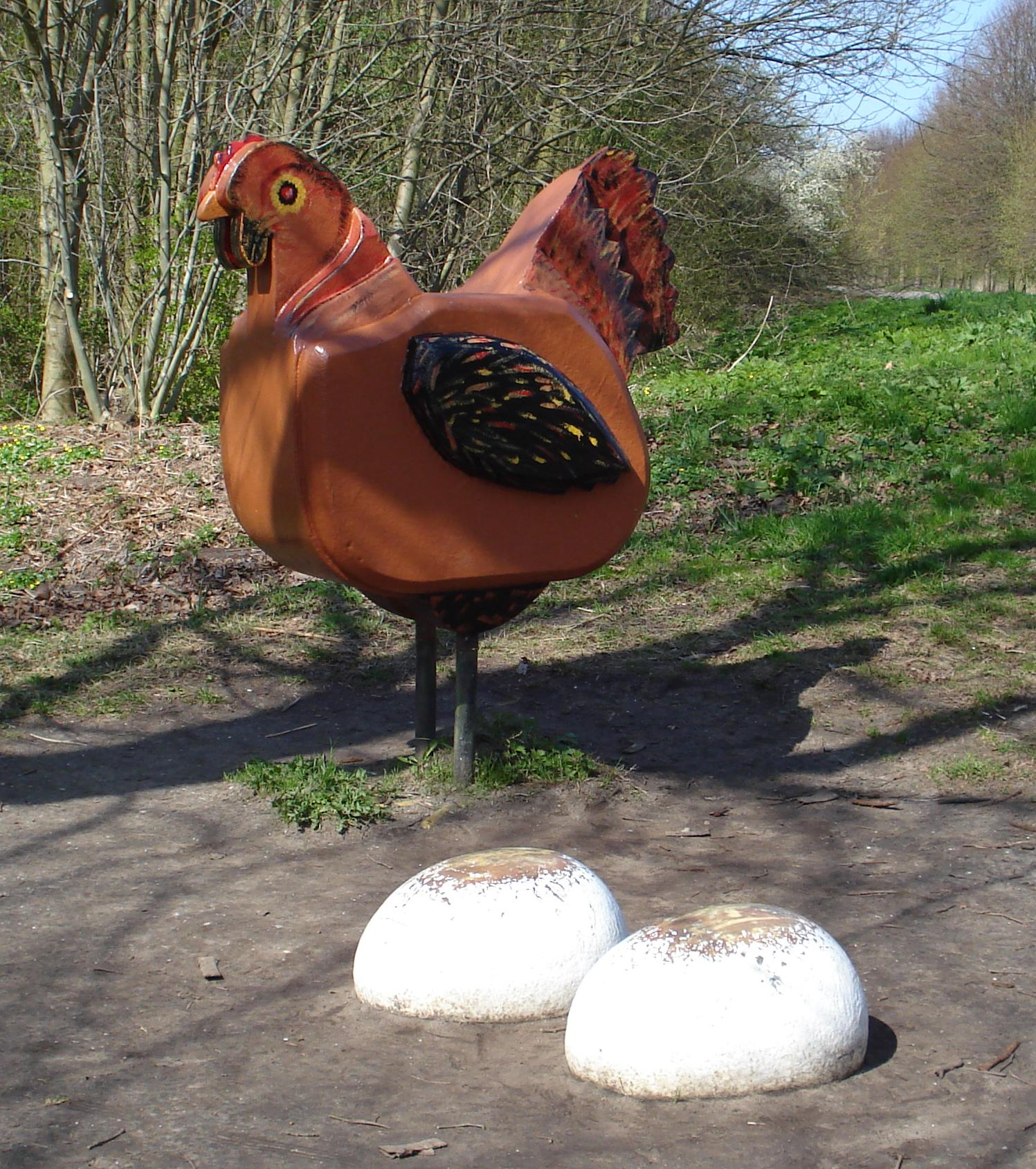
Standbeeld de Kip in 'oude' kleurstelling.
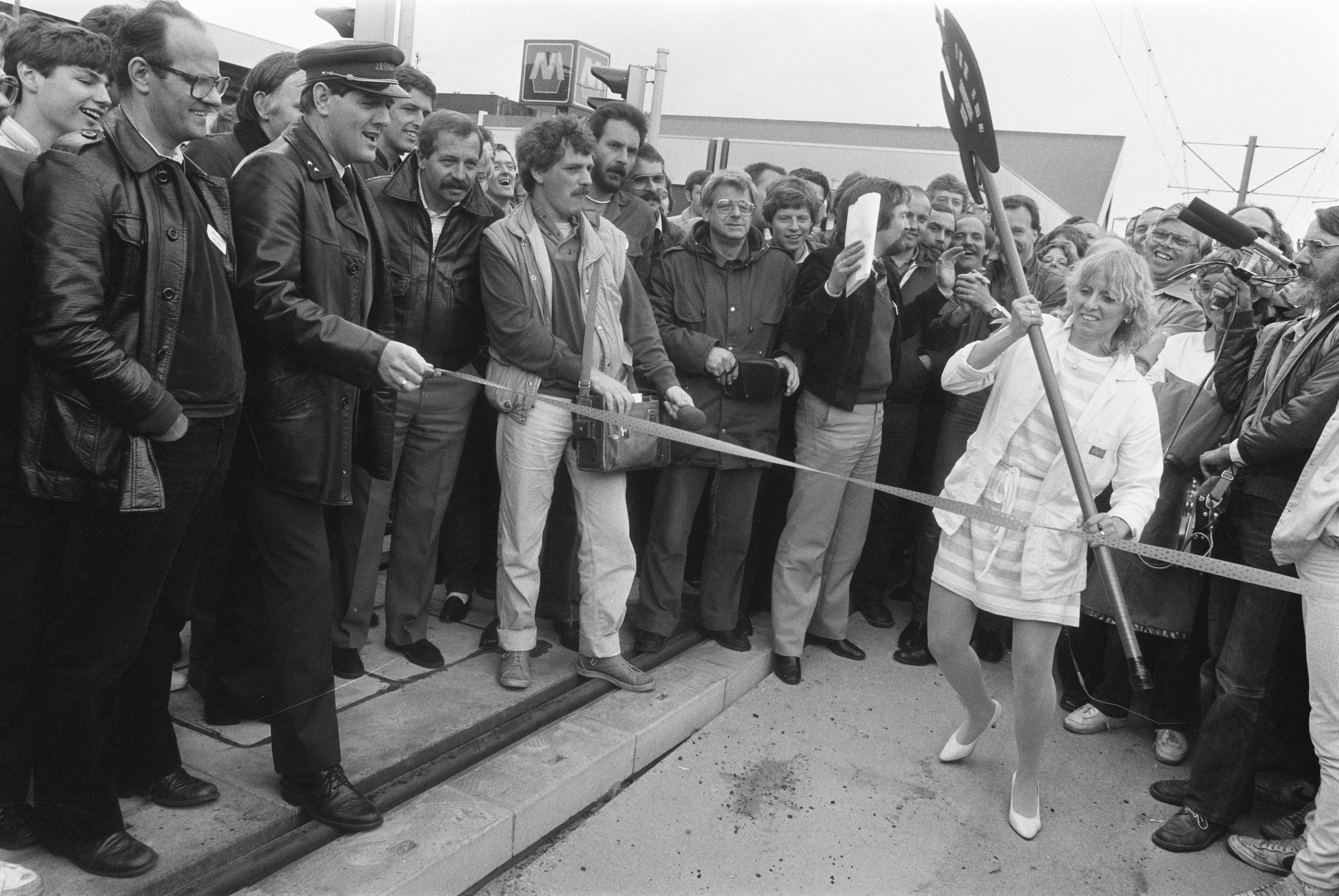
Opening van de metro/sneltram naar Ommoord in 1983.

## Demografie
In 2024 zijn er 13.226 woningen en telt de wijk 26.065 bewoners. 30% van de bewoners is 65+. Inmiddels daalt het aantal oudere bewoners langzaam.

### Geslacht
|                 | 1995   | 2000   | 2005   | 2010   | 2011   | 2013   | 2014   | 2015   | 2016   | 2017   | 2018   | 2019   | 2020   | 2021   | 2022   | 2023   |
| --------------- | ------ | ------ | ------ | ------ | ------ | ------ | ------ | ------ | ------ | ------ | ------ | ------ | ------ | ------ | ------ | ------ |
| Aantal inwoners | 24.195 | 24.504 | 24.981 | 25.381 | 26.479 | 24.785 | 24.930 | 25.005 | 25.150 | 25.265 | 25.560 | 25.685 | 25.730 | 25.565 | 25.690 | 26.020 |
| Aantal mannen   | 44,5%  | 45,1%  | 45,3%  | 45,6%  | 45,5%  |        |        |        |        |        |        |        |        | 46,4%  |        | 46,3%  |
| Aantal vrouwen  | 55,3%  | 54,9%  | 54,7%  | 54,4%  | 54,5%  |        |        |        |        |        |        |        |        | 53,6%  |        | 53,7%  |

### Afkomst bevolking
|                    | 1995  | 2000  | 2005  | 2010  | 2011  | 2018  | 2019  | 2020  | 2021  | 2022  |
| ------------------ | ----- | ----- | ----- | ----- | ----- | ----- | ----- | ----- | ----- | ----- |
| Aantal autochtonen | 85,4% | 82,8% | 79,3% | 76,0% | 75,0% | 69,7% | 68,6% | 67,4% | 66,4% | 65,3% |
| Aantal allochtonen | 14,6% | 17,2% | 20,7% | 24,0% | 25,0% | 30,3% | 31,4% | 32,6% | 33,6% | 34,7% |
| Aantal Turken      | 0,5%  | 0,6%  | 0,9%  | 1,0%  | 1,0%  | 5,5%  | 5,7%  | 6,0%  | 6,5%  | 6,8%  |
| Aantal Marokkanen  | 0,3%  | 0,5%  | 1,1%  | 2,0%  | 2,0%  | 8,1%  | 8,5%  | 8,4%  | 8,6%  | 8,9%  |
| Aantal Surinamers  | 2,3%  | 2,7%  | 3,6%  | 5,0%  | 5,0%  | 19,4% | 18,8% | 19,2% | 18,6% | 17,9% |
| Aantal Antillianen | 0,4%  | 0,8%  | 1,0%  | 1,0%  | 1,0%  | 6,8%  | 6,9%  | 6,8%  | 6,6%  | 6,6%  |

### Stemgedrag
| Partij             | Gemeenteraadsverkiezingen 2006 | Gemeenteraadsverkiezingen 2010 |
| ------------------ | ------------------------------ | ------------------------------ |
| CDA                | 14,6%                          | 8,1%                           |
| D66                | 3,4%                           | 7,3%                           |
| GroenLinks         | 3,7                            | 6,1%                           |
| Leefbaar Rotterdam | 38,1%                          | 39,8%                          |
| PVDA               | 18,5%                          | 22,5%                          |
| SP                 | 3,8%                           | 4,3%                           |
| VVD                | 11,8%                          | 8,2%                           |
| Overige            | 6,1%                           | 3,7%                           |

## Voorzieningen
De wijk heeft voorzieningen voor jong en oud. In het oosten van de wijk bevindt zich winkelcentrum Hesseplaats met metrostation Hesseplaats waar iedere woensdag een wijkmarkt gehouden wordt en in het westen winkelcentrum Binnenhof. In de wijk is veel groen. Zo ligt in het centrum van Ommoord de Wijktuin en het Albert Schweitzerplantsoen. In het noorden van de wijk ligt het Ommoordse veld (buurtnaam Witsenburg). Hier is onder andere een groot grasveld voor sportende bewoners, een jeugdhonk en een kinderboerderij.
(Willem Witsenburgh was polderbestuurder van de Ommoordse Polder).

### Recreatie
Op verschillende locaties in Ommoord bevinden zich ontmoetingsplaatsen waar regelmatig activiteiten voor jong en oud worden georganiseerd. Vlak bij de plek waar tot 1991 boerderij de Keizershof stond, is nu een bowling/partycentrum met dezelfde naam gevestigd en in de buurt Binnenhof-Zuid (Boekholt) bevinden zich sportvelden en een sporthal. Centraal in de wijk ligt buurtcentrum de Romeynshof, waarin zich ook een bibliotheek bevindt. Naast de Romeynshof bevindt zich een openluchttheater. Hier bevindt zich als blikvanger een kunstwerk van een grote paraplu.

De wijk Ommoord is ook verbonden met het fietsknooppuntennetwerk, evenals het wandelknooppuntennetwerk. Ten noorden van Ommoord lag over de dijk langs rivier de Rotte het Oeverloperpad. In 2011 is dit lange-afstand-pad opgegaan in een nieuw wandelpad, waarna het niet meer door Ommoord loopt.

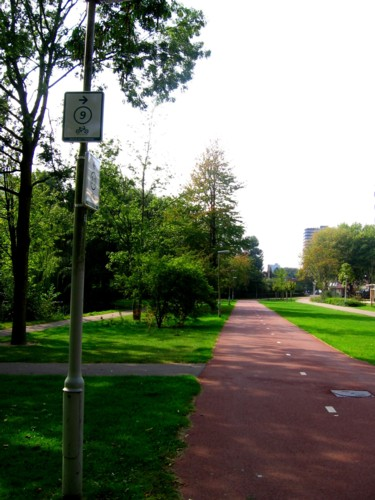
Fietsknooppunt in het Albert Schweitzerplantsoen

### Natuur
Ommoord is door de architect zo ontworpen dat er ruimte is voor groen en natuur. De wijk kent daardoor diverse stadsparken zoals: het Ommoordse veld, Wijktuin Ommoord, het Terbregseveld en het Albert Schweitzerplantsoen. 

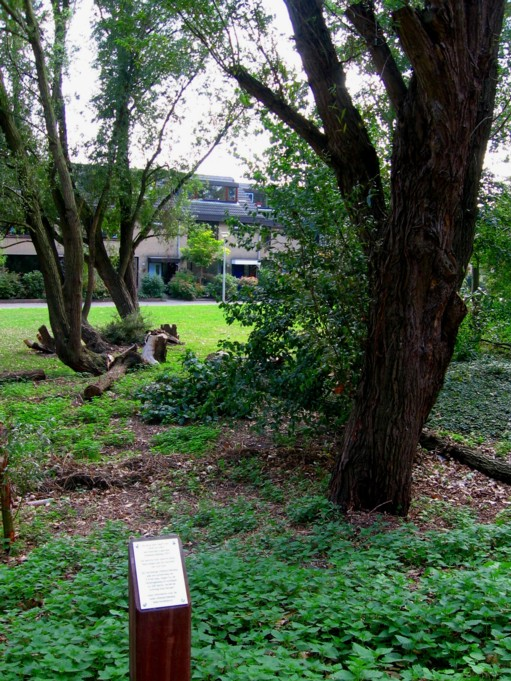
Infopaal bij 'oude' boom.
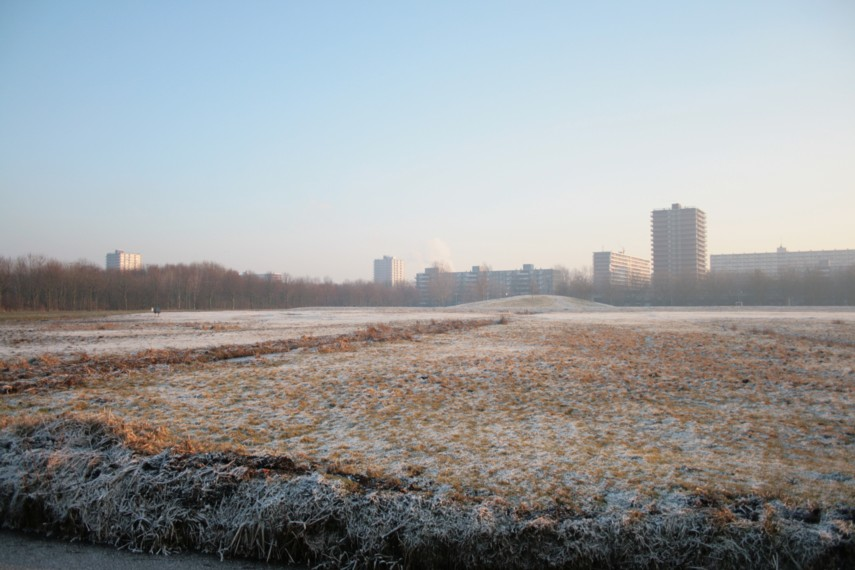
Ommoordse veld
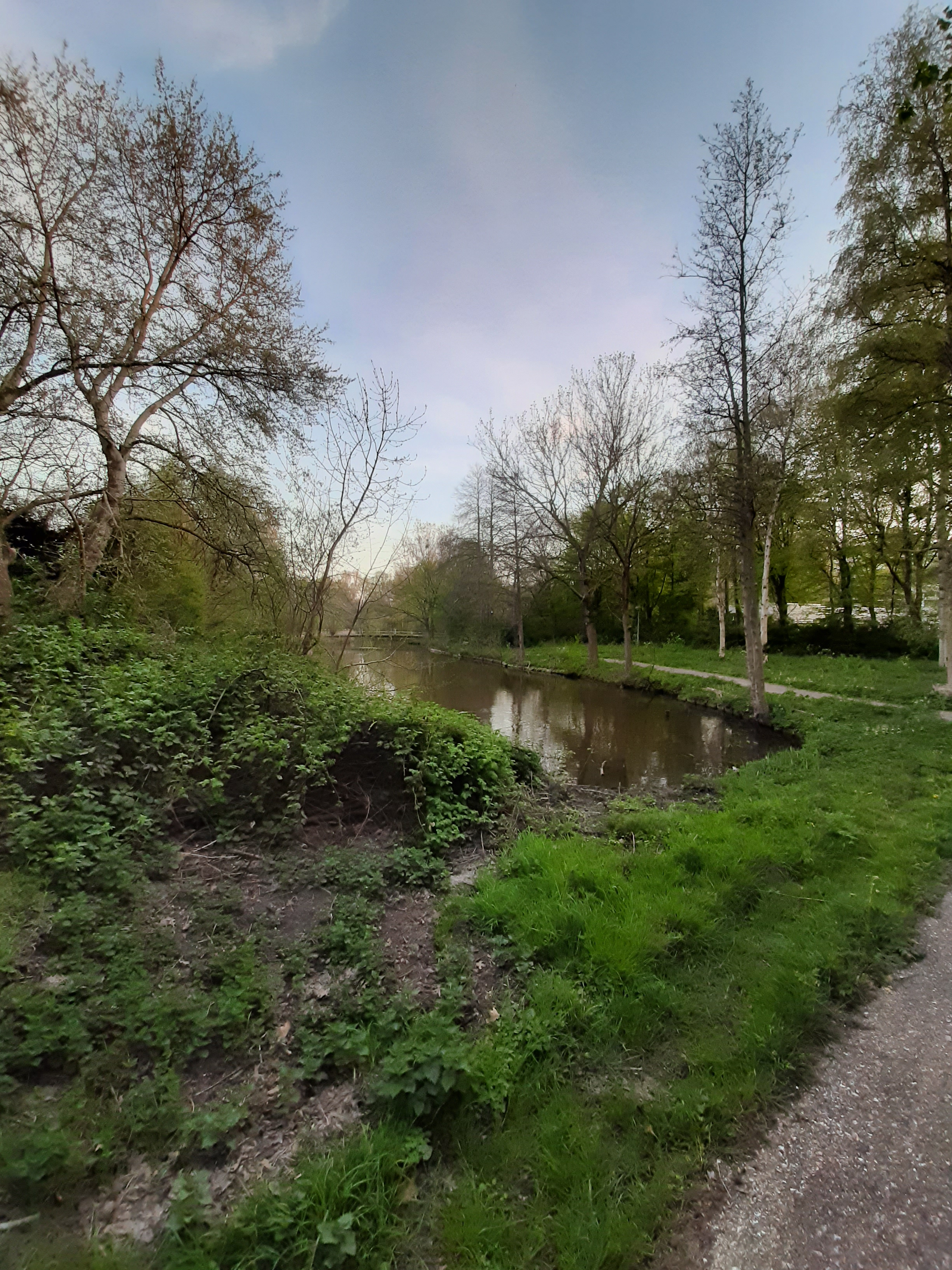
Wijktuin Ommoord in 2020.

### Openbaar vervoer
Pas in 1971 kreeg de wijk een rechtstreekse buslijn naar het centrum die op   
28 mei 1983 vervangen werd door een tak van de Rotterdamse metro naar Ommoord (metrostation Binnenhof), nu onderdeel van metrolijn A. Sinds 24 april 1984 is er daarnaast een tak naar Zevenkamp (in 2005 doorgetrokken naar Nesselande) die ook door Ommoord loopt. In het midden van de wijk, ten noorden van station Graskruid, splitst de lijn zich in twee takken. Ommoord heeft verder een aantal bushaltes die bediend worden door RET-buslijn 35 die rijdt over de rondwegen.

## Buurten
Ommoord telt in totaal vijftien buurten, waarvan in zeven buurten zich hoogbouw bevindt. Straatnamen met vooral hoogbouw eindigen op -plaats (behalve 6 centrale toegangswegen tot flatbuurten, met namen die op -weg eindigen) en zijn naar Nobel-prijswinnaars vernoemd. Straten met vooral laagbouw zijn naar planten vernoemd; Deze straatamen eindigen op: (met de wijzers van de klok mee) -gras, -doorn, -distel, -bloem, -roos, -varen, -klaver, -heide, -bes, -mos, -brem en -kruid. De wijknamen die van polderbestuurders zijn afgeleid (zie onder) zijn onder bewoners van Ommoord niet in gebruik en vaak ook niet bekend. In plaats daarvan verwijzen flatbewoners meestal naar het dichtstbijzijnde metrostation en refereren bewoners in de laagbouw aan de plantensoort waarop hun straatnaam eindigt. 

### Binnenhof-Zuid/Noord (Boekholt)
De buurten Binnenhof-Zuid en Binnenhof-Noord bevinden zich in het westen van het middengebied van de wijk. In beide buurten staan circa twaalf flats, waaronder de Joliotflat, Binnenhoftoren en de Arrheniusflat. In de buurten bevindt zich winkelcentrum Binnenhof met het nabijgelegen metrostation.
De naam Boekholt is ontleed aan Jacobus Boekholt (Bockholt), poldermeester van de Ommoordse Polder.

### Bloemen-, Distel-, Doornenbuurt (Machielencamp) en Grasbuurt (Willekenscamp)
Deze vier buurten bevinden zich in het zuidwesten van Ommoord. In het zuiden van de buurten ligt een groenstrook. In deze groenstrook bevindt zich een jeugdhonk. Na deze groenstrook volgt de rijksweg A20. In het westen van de Bloemenbuurt aan de rand van Ommoord ligt het bedrijventerrein van Ommoord.
De naam Machielencamp is ontleed aan Cornelis Machielen, de naam Willekenscamp aan Lutgerus Willekens, polderbestuurders van de Ommoordse Polder.

### Brem- en Mosbuurt (Buitenlust)
De twee buurten liggen in het oosten van Ommoord. Beide buurten worden gescheiden door het spoor van de metro. In het noorden van de buurt ligt de stadsgrens van Rotterdam.
De Brembuurt bestaat voornamelijk uit huurwoningen in het hogere segment, welke bij het vrijkomen op de markt als koopwoning worden aangeboden. Zo is inmiddels meer dan de helft van de woningen privébezit..
Buitenlust was een statige boerderij die in die buurt heeft gestaan.

### Heide- en Bessenbuurt (Keizershof)
De twee buurten liggen in het noordoosten van Ommoord en worden aan de noord- en oostkant omringd door de stadsgrenzen van Rotterdam. De twee buurten worden samen ook wel Keizershof genoemd, vernoemd naar boerderij Keizershof die in 1991 gesloopt is. In het westen van de buurten ligt het Ommoordse veld, waaraan zich kinderboerderij "De Blijde Wei" bevindt.

### Hesseplaats-Zuid/Noord (Baersmeer)
De buurten Hesseplaats-Zuid en Hesseplaats-Noord bevinden zich in het oosten van het middengebied van Ommoord. Winkelcentrum Hesseplaats bevindt zich er met de nabijgelegen metrostation. Tevens bevindt zich er een kerkgebouw (Open Hof) en veel hoogbouw, waaronder de Bertrand Russelflat, de Anatole Franceflat en De Hooghe Hes.

### Klaverbuurt (Hoogerbrugge)
De Klaverbuurt bevindt zich in het noorden van Ommoord en grenst aan het Ommoordse veld en rivier de Rotte. Hoogerbrugge is een geslacht van polderbestuurders van de Ommoordse Polder. Vrijwel alle straatnamen in de buurt zijn vernoemd naar het plantengeslacht Klaver. In de buurt zijn alleen eengezinswoningen te vinden.

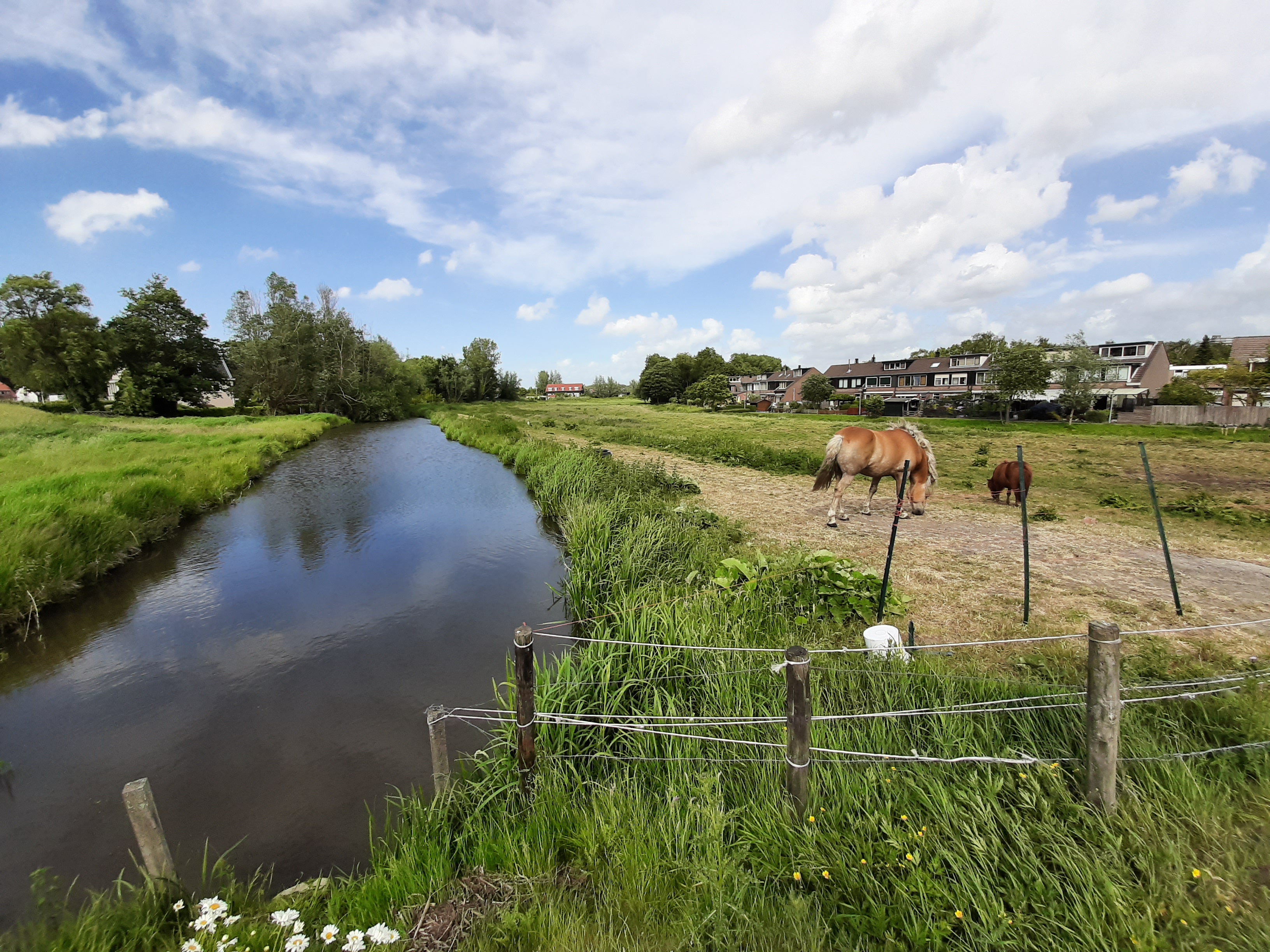
Achterzijde van de Klaverbuurt gezien vanaf het Varenpad.
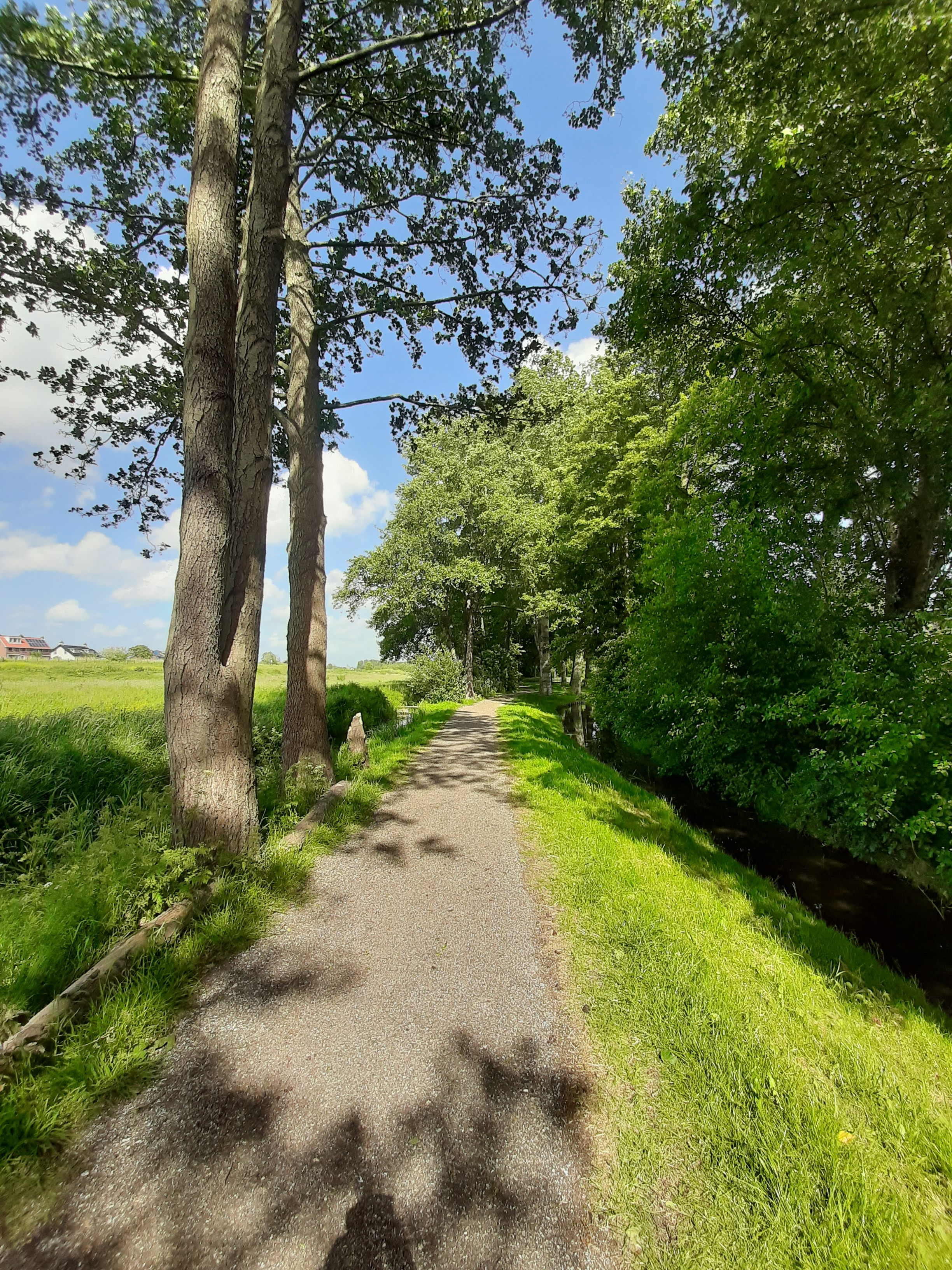
Wandelpad ten noorden van de Klaverbuurt.
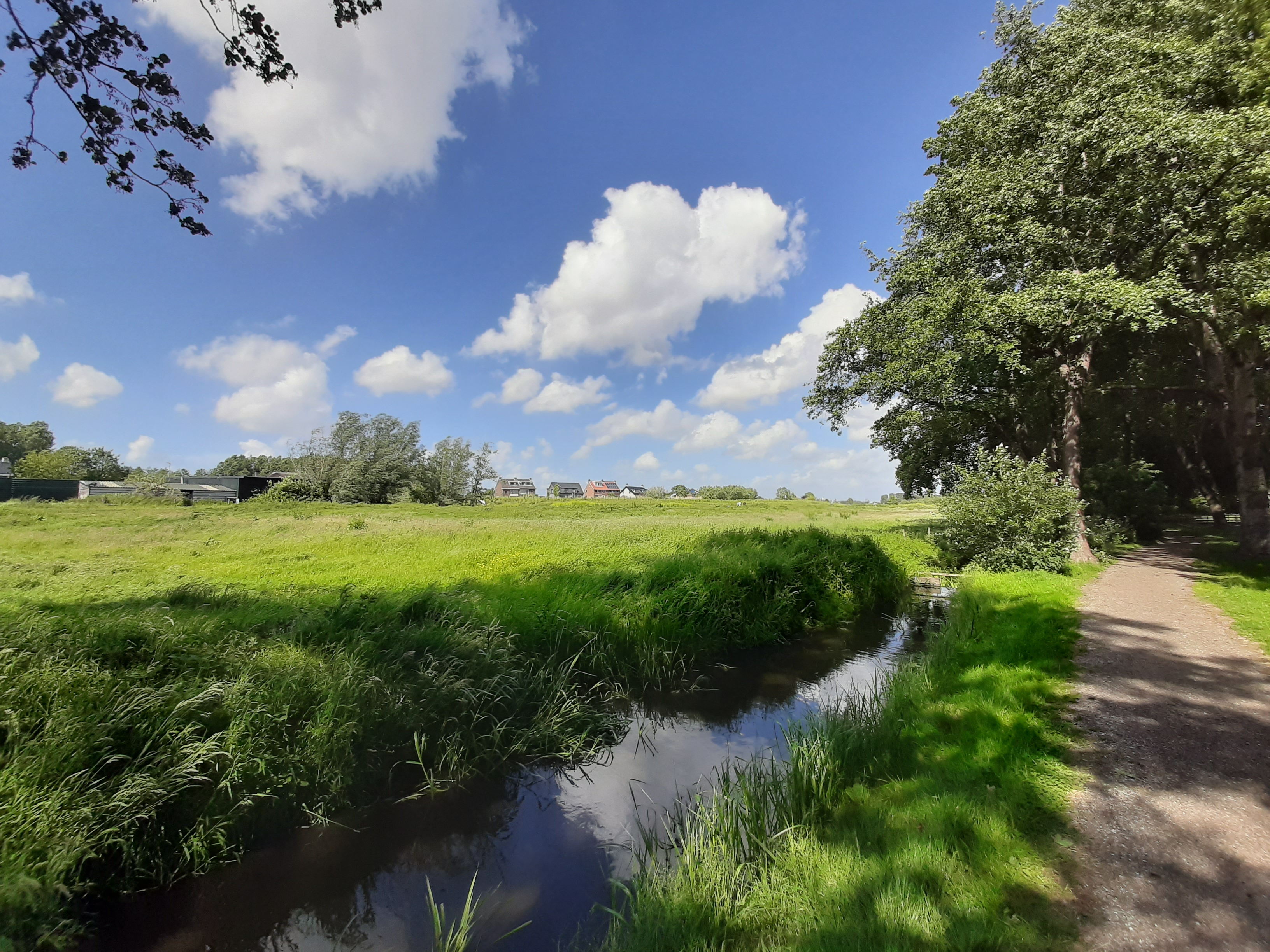
Wandelpad ten noorden van de Klaverbuurt.

### Kruidenbuurt (Zwansnesse)
Deze buurt ligt in het zuidoosten van Ommoord en grenst aan Zevenkamp en Capelle aan den IJssel. In de Kruidenbuurt bevinden zich een aantal voetbalvelden en schooltuinen.
Zwansnesse is een samentrekking van de namen van twee polders die in de buurt liggen van Ommoord, de Swanlase- en Nessepolder.

### Romeijnshof-Zuid/Noord
De buurten Romeijnshof-Zuid en Romeijnshof-Noord bevinden zich centraal in het middengebied van Ommoord. Wijkgebouw de Romeynshof met het nabijgelegen metrostation bevindt zich er. In het wijkgebouw worden regelmatig activiteiten georganiseerd, bevindt zich de Bewonersorganisatie Ommoord (BOO), een bibliotheek. Het gezondheidscentrum staat er vlak naast. Net zoals alle andere buurten in het middengebied bevindt zich hier ook veel hoogbouw zoals de Dawesflat.
Romeijn is een geslacht van o.a. molenaars in de Ommoordse Polder. Abusieflijk is de schijfwijze van het wijkgebouw en het metrostation Romeynshof. Er bestaan anno 2024 plannen om het wijkgebouw te slopen en er 200 woningen te bouwen, met een nieuw wijkcentrum onder in het nieuw te bouwen wooncomplex.

### Varen- en Rozenbuurt (Heydnahof)
Deze twee buurten bevinden zich in het westen van Ommoord grenzend aan het Terbregseveld. In het noorden van de Varenbuurt bevindt zich een complex bestaand uit hoogbouw met de naam Te Hoogerbrugge. De Varen- en Rozenbuurt worden samen ook wel Heydnahof genoemd.
De naam Heydnahof is ontleed aan Jan Heydna, polderbestuurder van de Ommoordse Polder.

## Leefbaarheid

### Veiligheid
| jaartal | aantal aangiften van criminaliteit | aantal meldingen van overlast |
| ------- | ---------------------------------- | ----------------------------- |
| 2000    | 1379                               | 2667                          |
| 2005    | 1228                               | 2470                          |
| 2010    | 1334                               | 2565                          |

### Vuurwerkoverlast
In 2015 was Ommoord een 'proefwijk' waar geëxperimenteerd werd met vuurwerksensoren, omdat er veel vuurwerkoverlast in dit deel van Rotterdam was. In een aantal dagen tijd werden er 155 knallen opgevangen door de sensoren. Dit had echter heeft geen enkele keer tot aanhoudingen of strafvervolging geleid.

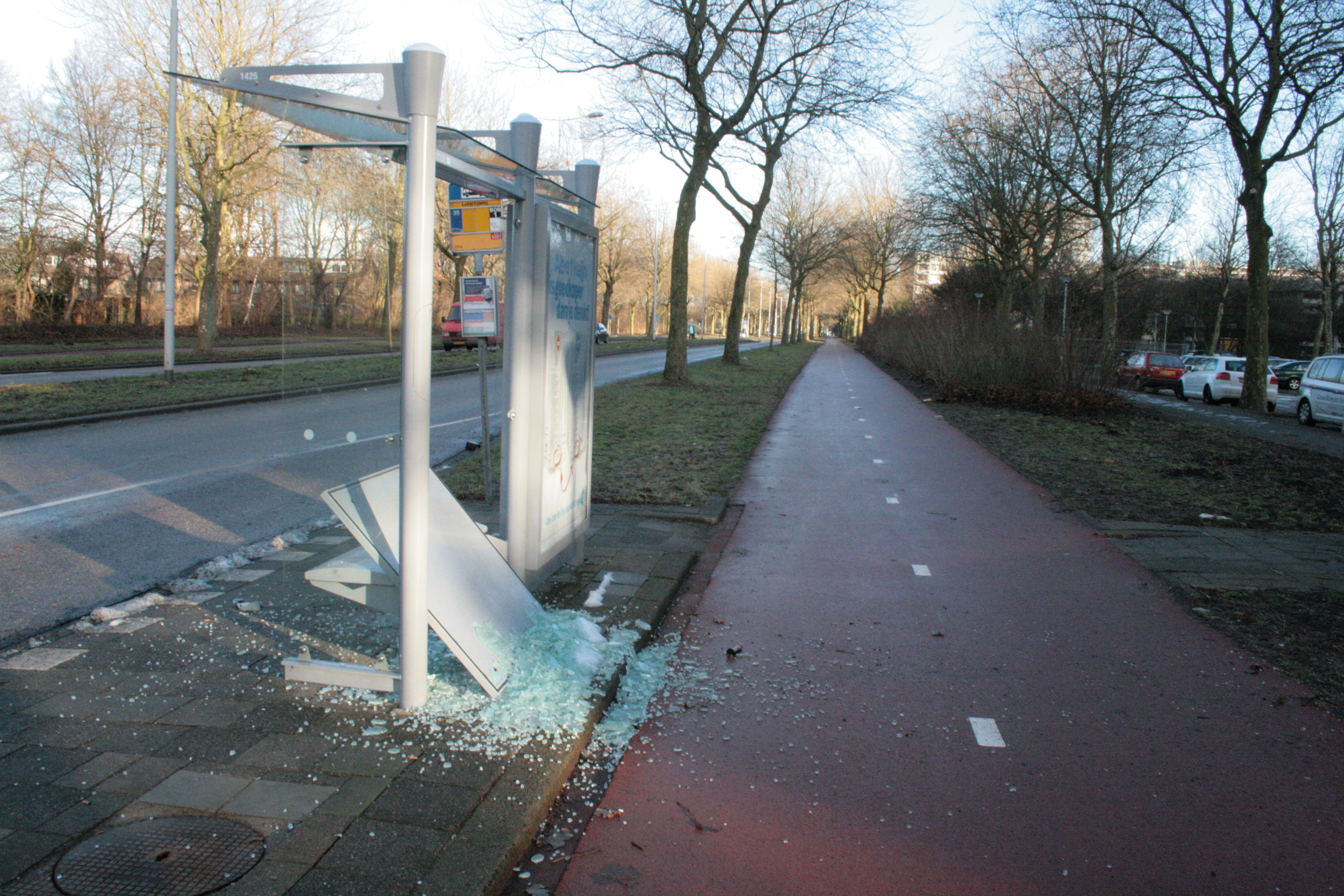
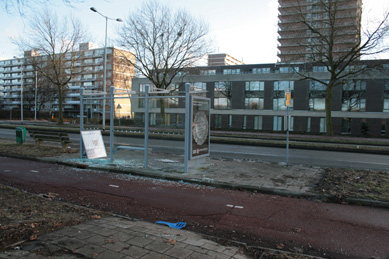
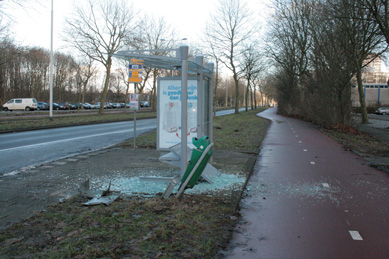

## Wonen en zorg
Ommoord staat bekend om zijn vele woontorens, vandaar dat Ommoord zoveel inwoners telt. De woontorens staan vooral in het middengebied. De rijtjeshuizen staan vooral rondom Ommoord. Hieronder een tabel met de woningcijfers van 2010.
| Omschrijving           | Aantal |
| ---------------------- | ------ |
| Totaal aantal woningen | 12.530 |
| Aantal huurwoningen    | 66%    |
| Aantal koopwoningen    | 34%    |

### Begeleid wonen
Vanaf 2007 zijn er op verschillende plaatsen in de wijk mogelijkheden gerealiseerd voor begeleid wonen van mensen met een psychische aandoening.

### Zorg
In de wijk zijn diverse zorgcentra te vinden. Het verpleegtehuis De Naber in de Kruidenbuurt werd in 2008 uitgeroepen tot beste verpleegtehuis van Nederland.